# Société de Propagande wallonne
La Société de Propagande wallonne est une association belge d'action wallonne qui milita de 1888 à 1900.
Créée le 23 février 1888 par la Ligue wallonne d’Ixelles, elle a trois objectifs : défendre les droits acquis des agents wallons des administrations publiques, défendre la langue et la culture françaises et unifier les ligues wallonnes de Bruxelles sous une bannière commune.
Elle se nomme Cercle libéral quand elle organise le premier congrès wallon en 1890 à Bruxelles.